# Альберт Деккер
Альберт Деккер (англ. Albert Dekker, при народженні Альбер Ван Еке (англ. Albert Van Ecke), 20 грудня 1905, Бруклін, Нью-Йорк — 5 травня 1968, Голлівуд, Каліфорнія) — американський актор і політик.

## Біографія
Альберт Ван Еке народився у Брукліні у 1905 році. Навчався в Боудін-коледжі, а в 1927 дебютував як актор в театральній компанії Цинциннаті. Як псевдонім він став використовувати дошлюбне прізвище матері Деккер. З 1928 року актор регулярно брав участь у бродвейських постановках, з'явившись у наступному десятилітті майже у двох десятках п'єс. 1937 року відбувся дебют Деккера в Голлівуді в комедії «Великий Гаррік». У 1940-х роках актор залишив театральну сцену, присвятивши себе зніманню у кіно. Починаючи з 1950-х Альберт Деккер знову час від часу з'являвся на Бродвеї, а також став періодично зніматися на телебаченні.
Альберт Деккер був членом Демократичної партії США, і в 1945 був обраний до Асамблеї штату Каліфорнія, де працював наступні два роки. Він також виступав критиком політики сенатора Джозефа Маккарті, через що в еру маккартизму змушений був рідше з'являтися в Голлівуді.
З 1929 року Деккер був одружений з актрисою Естер Геріні, яка стала матір'ю його трьох дітей. Їхній шлюб закінчився розлученням.
5 травня 1968 62-річний Альберт Деккер був знайдений мертвим у своєму будинку в Голлівуді. Хоча з дому зникло 70,000 доларів та дороге фотографічне обладнання, жодних ознак злому виявлено не було. Його виявили голим у ванній кімнаті, на колінах з петлею навколо шиї, прив'язаної до карниза на стелі. На акторі були наручники, в обидві руки були вколоті голки від шприців, очі були зав'язані пов'язкою, в роті був затиснутий кінський мундштук, вудила від якого були затягнуті за головою, а на шиї і на грудях були затягнуті ремені. На правій сідниці червоною помадою було написано слово «Whip», навколо сосків помадою було зображено сонячне проміння, а на животі намальовано вагіну. На грудях були написи «Make me suck», «Slave» та «Cocksucker». Згідно з висновком слідчого смерть настала внаслідок нещасного випадку, і була викликана задухою.
Альберт Деккер був похований у місті Норт-Берген у штаті Нью-Джерсі. Його внесок у американський шоубізнес відзначено зіркою на Голлівудській алеї слави.

## Фільмографія
- 1938 — Марія-Антуанетта
- 1940 — Сім грішників
- 1946 — Убивці